# Краснознам'янська зрошувальна система
Краснозна́м'янська зро́шувальна систе́ма (КрЗС, Краснозна́м'янський канал) — найбільша меліоративна система в південній частині Херсонської області, одна з найбільших в Україні.

## Опис
Краснознам'янська зрошувальна система введена в експлуатацію в 1956–1964 роки й охоплює південну частину Херсонської області, включаючи прибережну частину Чорного моря. За типом водотоку система поділяється на дві частини: самопливний канал, проритий у 1956–1966 роках, та більш пізні ділянки з механічним підйомом води, додані в 1976 році
Площа системи — 72 тисяч га.
Водозабір здійснюється з річки Дніпро через Північно-Кримський канал в об'ємі 65 м³/с.
Протяжність зрошувальної мережі близько 3 тисяч кілометрів, оснащена вона 400-ми регулювальними гідротехнічними спорудами.
Система наповнюється з Північно-Кримського каналу, який у свою чергу бере воду з Каховського водосховища на Дніпрі. Велика частина води (до 90%) йде на дощування полів Скадовського району.

## Фотогалерея

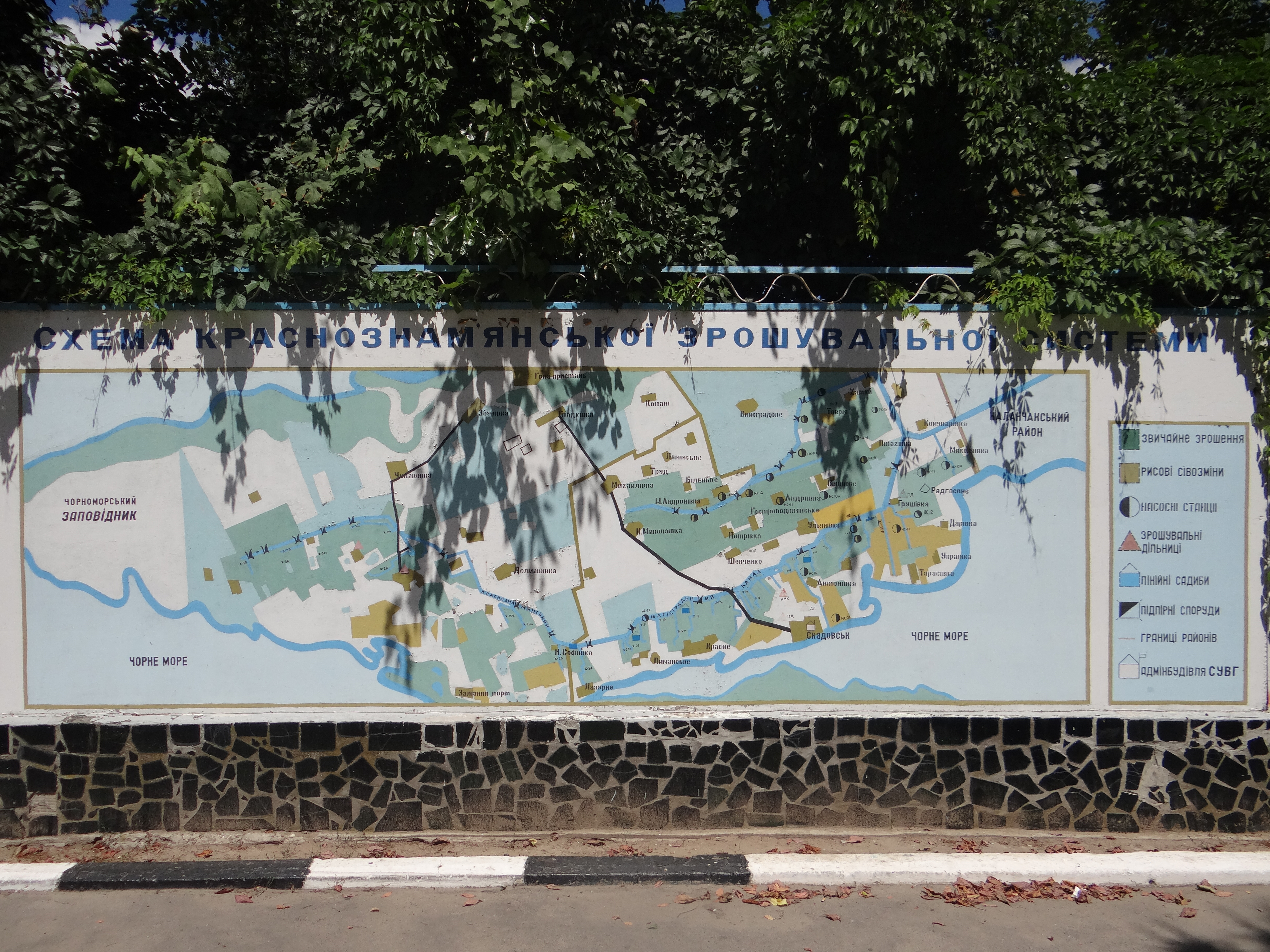
Схема каналу в Скадовську
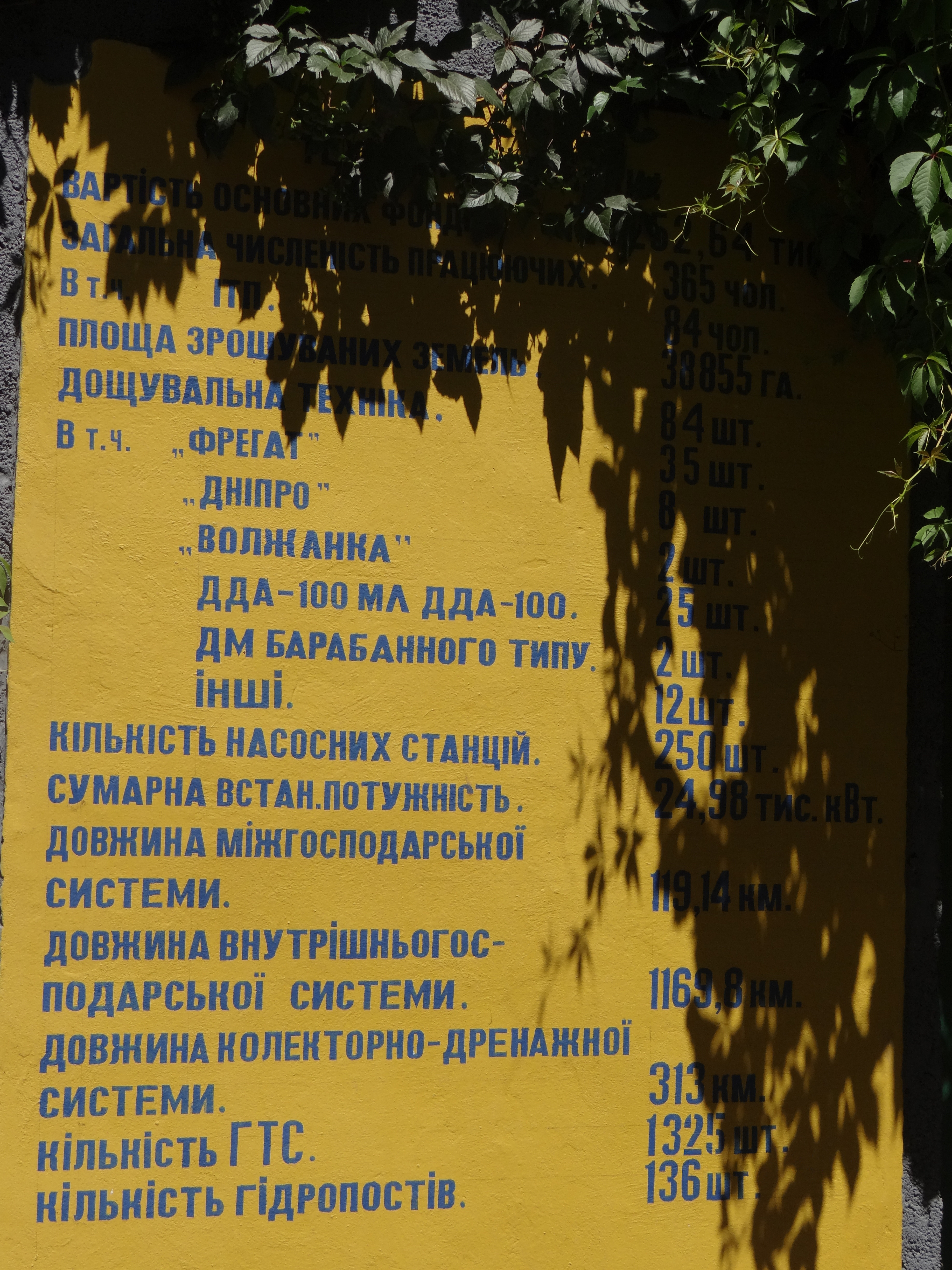
Технічна характеристика біля Скадовськводоканалу
Вказівник на під'їзді до каналу
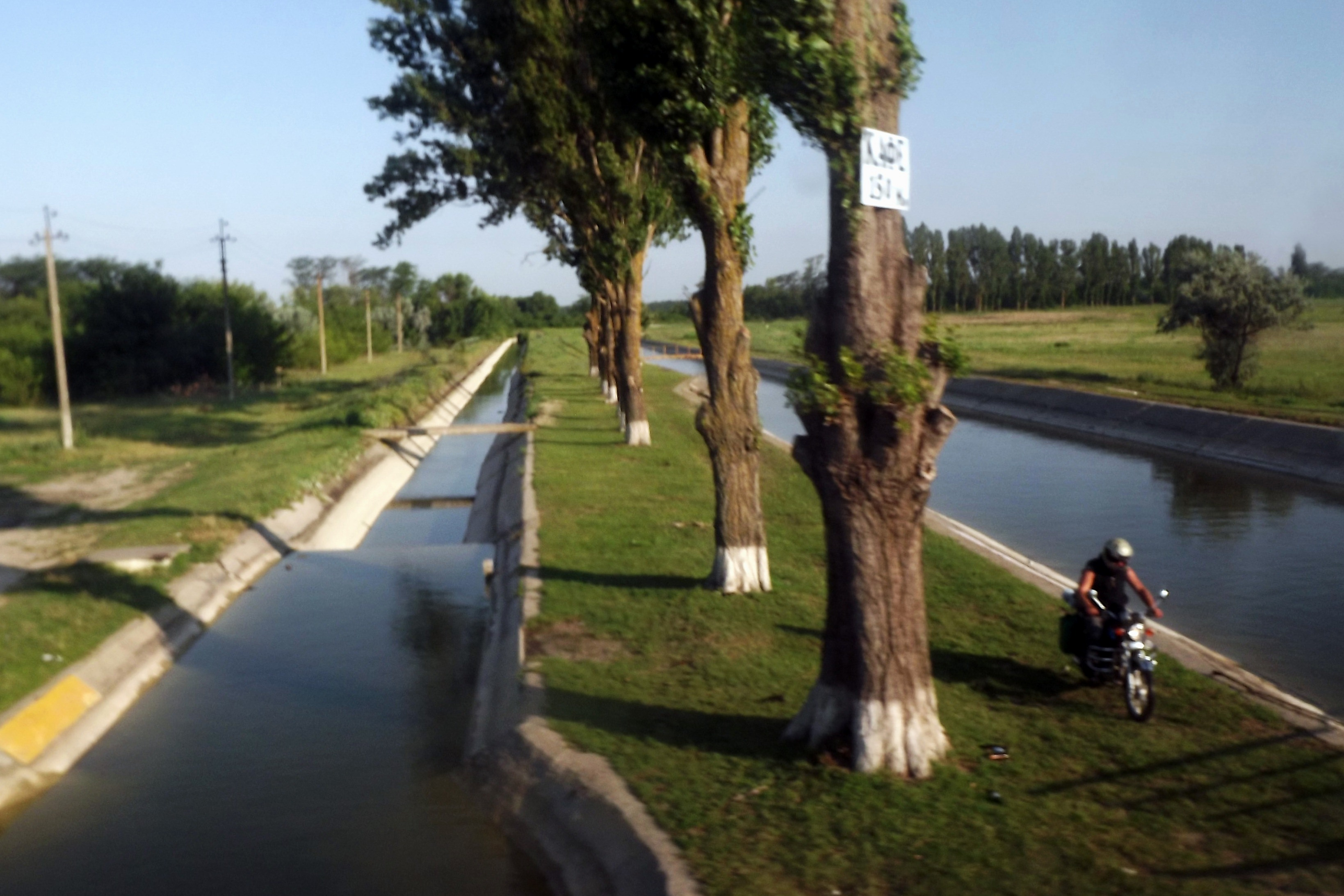
Канал між селами Чулаківка та Бехтери, Голопристанський район